# باغ پزشکی چلسی

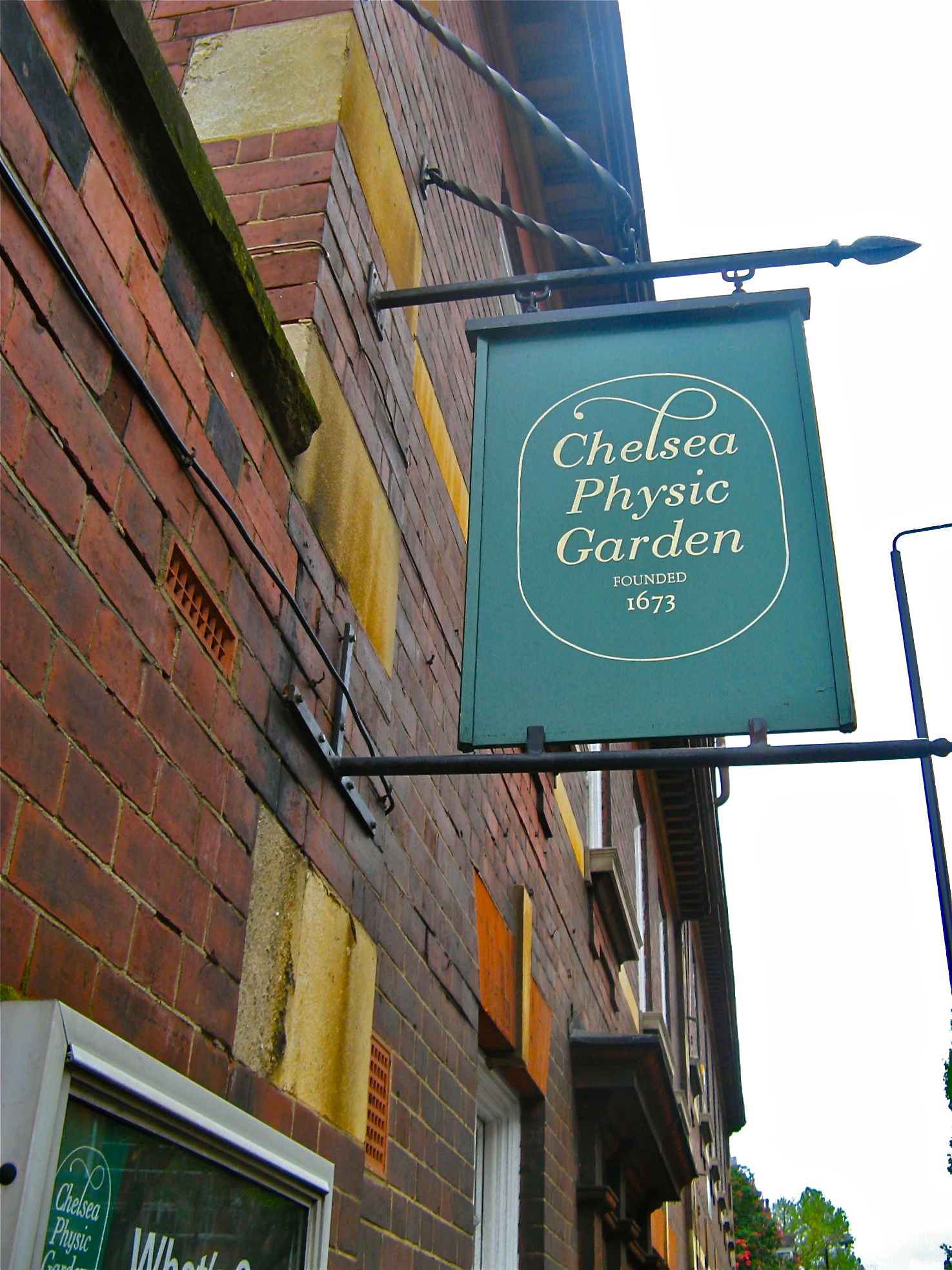
تابلو باغ

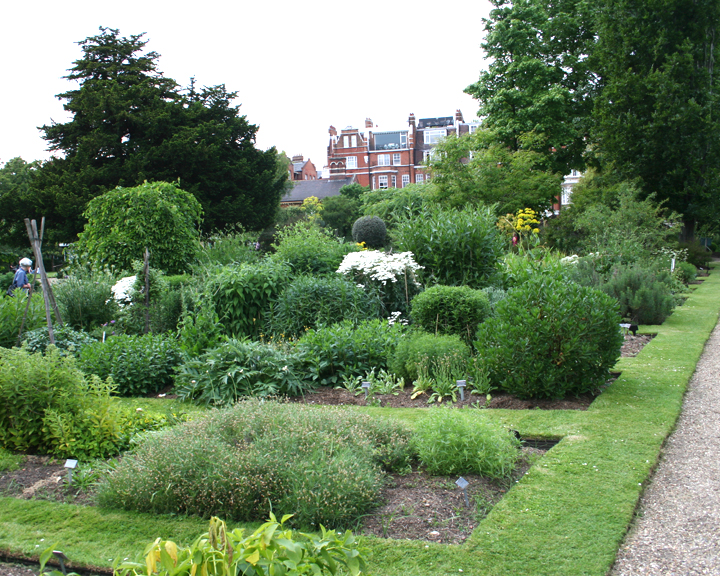
باغ در تابستان ۲۰۰۶

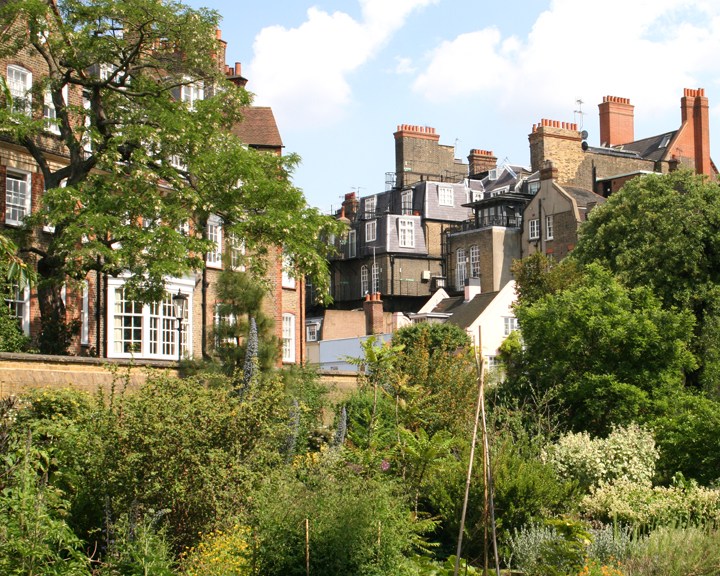
باغ با خانه‌ای که در زمینه دیده می‌شود.

باغ پزشکی چلسی باغی است که در انگلستان در سال ۱۶۷۳ تأسیس شده است. این باغ پزشکی بعد از باغ گیاه‌شناسی دانشگاه آکسفورد که در سال که در سال ۱۶۲۱ تأسیس شده بود قدیمی‌ترین باغ گیاه‌شناسی در بریتانیا است.
باغ صخره‌ای آن قدیمی‌ترین باغ اختصاص داده شده به گیاهان آلپی است. بزرگترین درخت زیتون بارده بریتانیا در آنجا قرار دارد، که توسط دیوارهای آجری نگهدارندهٔ گرمای باغ حفاظت شده‌اند، همراه آن، آنچه که بدون شک بزرگترین گریپ‌فروت شمالی در حال رشد در خارج از خانه جهان است، قرار دارد.